# متغیر (علوم رایانه)

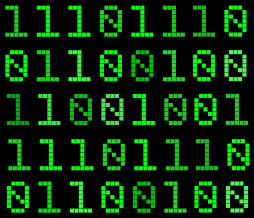
0 و1 های تشکیل دهنده اطلاعات رایانه

در برنامه‌نویسی رایانه، یک متغیر یا دگرنده (به انگلیسی: Variable) یک مکان در حافظه (آدرس حافظه) است که دارای یک نام نمادین با عنوان شناسه (Identifier) می‌باشد و می‌تواند حاوی اطلاعات یا یک مقدار معلوم یا مجهول که به آن ارزش (Value) گفته می‌شود باشد. به زبان دیگر، متغیر در برنامه‌نویسی به فضایی که برای ذخیره داده‌ها کنار گذاشته شده‌است می‌گویند.

## انواع متغیر
متغیرها معمولاً دارای جنسیت می‌باشند و برای ذخیرهٔ داده‌ها ی مختلف دارای انواع مختلفی هستند:

### اصلی
ساده‌ترین نوع متغیرها که توسط اکثر زبان‌های برنامه‌نویسی پشتیبانی مشوند و از متغیر دیگری ساخته نمی‌شوند.
| نوع متغیر    | نام       | نماد در سی        | نماد در جاوا | مقدار پیش فرض در جاوا | توضیحات                                                                |
| ------------ | --------- | ----------------- | ------------ | --------------------- | ---------------------------------------------------------------------- |
| بایت         | byte      |                   | byte         | ۸ بیت                 |                                                                        |
| عدد صحیح     | short     | short \ short int | short        | ۰                     | با توجه به کامپایلر حافظه کمتر از (گاهی مساوی با) int دارد.            |
| عدد صحیح     | Integer   | int               | int          | ۰                     |                                                                        |
| عدد صحیح     | long      | long\ long int    | long         | ۰                     | با توجه به کامپایلر حافظه بیشتر از (گاهی مساوی با) int دارد.           |
| (ممیز شناور) | float     | float             | float        | ۰٫۰                   |                                                                        |
| (ممیز شناور) | double    | double            | double       | ۰٫۰۰                  | با توجه به کامپایلر دقت اعشار بیشتر از (گاهی مساوی با) نوع float دارد. |
| نویسه        | Character | char              | char         | null                  |                                                                        |
| داده منطقی   | boolean   | bool              | bool         | false                 |                                                                        |

### اضافی
گونه‌ای از متغیرها که با استفاده از متغیرهای اصلی ساخته می‌شوند و برای راحتی کار در اختیار برنامه‌نویس قرار میگرد. نبود این گونه از متغیرها مشکلی به وجود نمی‌آورد و می‌توان آن‌ها را به روش‌های مختلف مانند کلاس یا آرایه تولید کرد. در اکثر زبان‌ها مانند سی++ برای استفاده از این نوع متغیرها باید فایل مربوط به این گونه از متغیرها را به فایل اصلی برنامه با استفاده از دستور مناسب اضافه کرد.
یکی از پرکاربردترین داده‌های اضافی رشته ((به انگلیسی: String) آرایه‌ای از کاراکترها) می‌باشد.
ویکی پدیای فارسی بی در و پیکر است.